# Dragon (űrhajó)
A Dragon részben újrafelhasználható amerikai űrhajó, melyet a Space Exploration Technologies (SpaceX) magáncég fejlesztett ki a COTS program keretében. Az első tesztrepülését 2010. december 8-án hajtotta végre. Az űrhajó teher- és személyszállító változatban készül, utóbbi hét személyt képes a Nemzetközi Űrállomásra szállítani. A teherszállító változat első kereskedelmi célú indítására 2012 májusában került sor, ennek során kapcsolódott a Nemzetközi Űrállomáshoz. A személyszállító változat első tesztrepülése 2019. március 2-án történt; a hétszemélyes utastérben élő űrhajósok helyett csak egy szenzorokkal felszerelt életnagyságú bábu utazott. Az első emberes kilövésre 2020. május 30-án került sor.
Önálló manőverezésre csak korlátozottan képes, ezért az űrállomáshoz annak Canadarm2 robotkarja csatlakoztatja, hasonlóan a japán H–II Transfer Vehicle teherűrhajóhoz. Hordozórakétája a szintén a SpaceX által fejlesztett Falcon 9. Az űrhajó visszatérése vízfelszínre történik, ejtőernyős fékezéssel, a teherszállító változat teljes rakománnyal képes a leszállásra.

## Története
2008. december 23-án a NASA szerződést kötött a SpaceX és a Cygnus teherűrhajót gyártó Orbital Sciences Corporation cégekkel a Nemzetközi Űrállomás ellátására. A SpaceX a Dragonnal a 2009. január 1. és 2016. december 31. közti időszakban 12 repüléssel összesen 20 tonna ellátmányt tervez az űrállomásra juttatni, 1,6 milliárd dollárért.

## Változatok

### Dragon CRS
A Nemzetközi Űrállomás kiszolgálására épített teherszállító változat. Utoljára a CRS–20 küldetés során repült 2020. március 9-én.

### DragonLab
A DragonLab egy tervezett szabadon repülő újrafelhasználható típus. A küldetés közben a fedélzetén lenne lehetőség kísérletek elvégzésére a mikrogravitációs térben. Raktere nyomás alatti és nem nyomás alatti részekből állna.

#### Tulajdonságai
- 6000 kg maximálisan szállítható teher
- 3000 kg maximális visszatérő teher
- 10 m³-es nyomás alatti rekesz
- 14 m³-es nyomás nélküli rekesz
- A küldetés időtartama 1 hét és 2 év közötti tetszőleges időintervallum lenne
- A rakomány berakodásának időpontja:
  - rendes esetben az indítás előtt legalább 14 nappal
  - késői rakodás esetén a start előtt legalább 9 órával

### Dragon 2

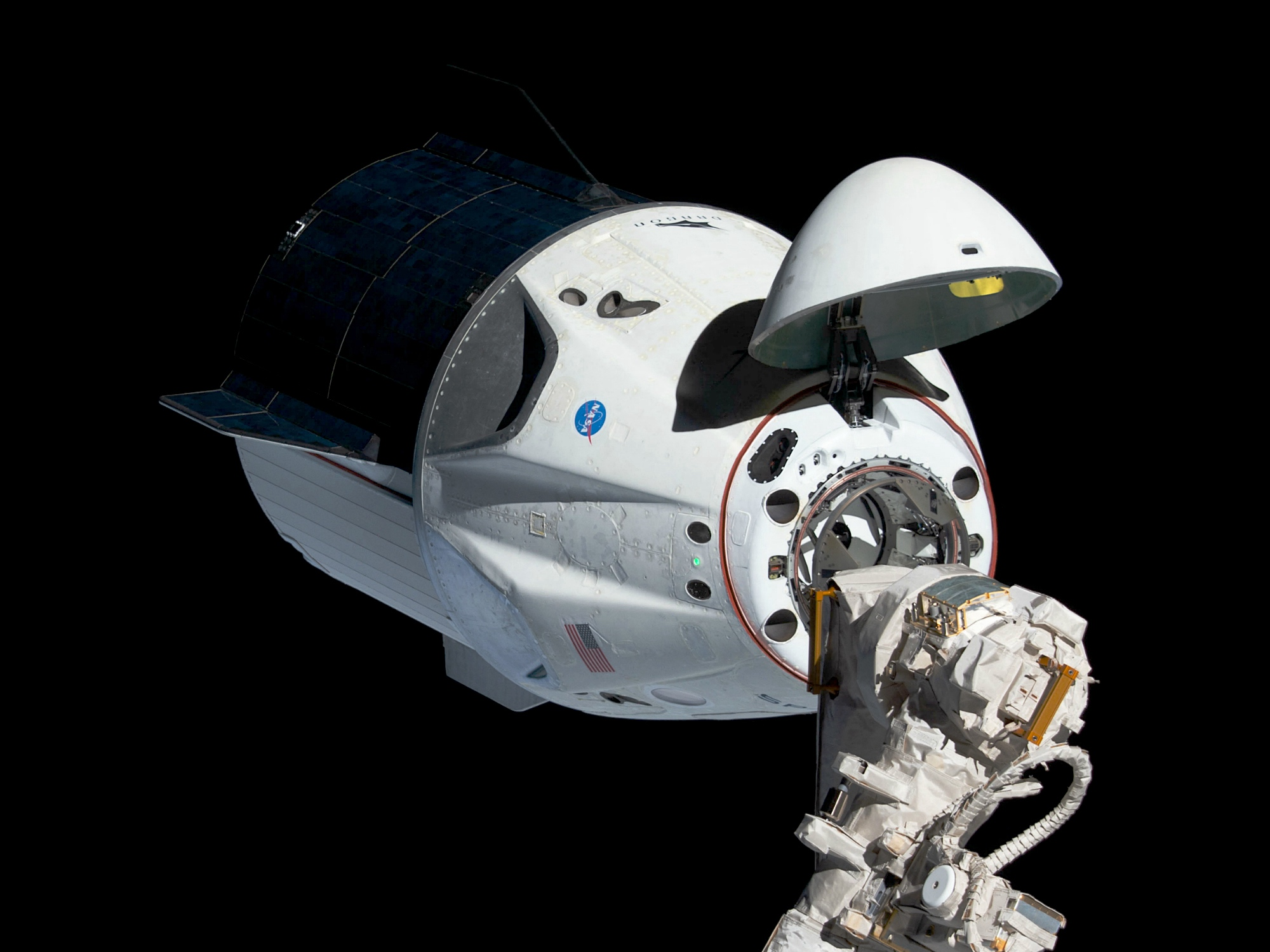
Dragon 2 űrhajó a Nemzetközi Űrállomásról fotózva, az első tesztrepülés közben

A Falcon 9–Dragon rendszert eleve úgy tervezték, hogy később, továbbfejlesztése után képes legyen űrhajósok szállítására is. Az Augustine-jelentés 2009. végi nyilvánosságra hozatala után világossá vált, hogy a tervezett Orion űrhajó fejlesztési ütemterve nem tartható, emellett a Constellation-tervben a Nemzetközi Űrállomás fenntartására sem maradna pénz, teljes elkészülte után szinte azonnal lehetetlenné válna a használata a Space Shuttle-repülések leállítása miatt.
Az áthidaló megoldást egy olcsó, magánfejlesztésű újrafelhasználható személyszállító űrhajó jelentheti, emiatt Barack Obama gazdaságélénkítő csomagjának ráeső egymilliárd dollárjából a NASA 50 millió dollárt különített el egy nem általa fejlesztett személyszállító űrhajó koncepciójának kidolgozására. A CCDev program egyik indulója a SpaceX Dragon űrhajóján alapuló, hét- vagy nyolcfős személyszállító űrhajó.

### Red Dragon
Típus tervezet (2011-2017), melyben egy automatizált Dragon 2 teherszállító űrhajó repült volna a Marsra. A program alacsony költségvetéssel juttatott volna kísérleti eszközöket a felszínre, vagy ellátmányt a jövőbeli emberes küldetések számára. A változatot 2017-ben Elon Musk elvetette, mivel az áttervezett Dragon 2 nem alkalmas a marsi leszállásra, de magát a programot nem.

## Repülések
| Küldetés neve | Űrhajó száma | Indítás dátuma       | Megjegyzés                                                                                          |
| ------------- | ------------ | -------------------- | --------------------------------------------------------------------------------------------------- |
| SpX–C1        | C101         | 2010. december 8.    | Az űrhajó első teszt repülése.                                                                      |
| SpX–C2+       | C102         | 2012. május 22.      | Az űrhajó második teszt repülése. Randevú a Nemzetközi Űrállomással.                                |
| SpaceX CRS–1  | C103         | 2012. október 8.     | A NASA-val kötött Commercial Resupply Services (CRS) szerződés keretében végrehajtott első repülés. |
| SpaceX CRS–2  | C104         | 2013. március 1.     | A második CRS utánpótlás küldetés.                                                                  |
| SpaceX CRS–3  | C105         | 2014. április 18.    | A harmadik CRS utánpótlás küldetés.                                                                 |
| SpaceX CRS–4  | C106.1       | 2014. szeptember 21. | A negyedik CRS utánpótlás küldetés.                                                                 |
| SpaceX CRS–5  | C107         | 2015. január 10.     | Az ötödik CRS utánpótlás küldetés.                                                                  |
| SpaceX CRS–6  | C108.1       | 2015. április 14.    | A hatodik CRS utánpótlás küldetés.                                                                  |
| SpaceX CRS–7  | C109         | 2015. június 28.     | A hetedik CRS utánpótlás küldetés. Repülés közben rakományával együtt megsemmisült.                 |
| SpaceX CRS–8  | C110.1       | 2016. április 8.     | A nyolcadik CRS utánpótlás küldetés.                                                                |
| SpaceX CRS–9  | C111.1       | 2016. július 18.     | A kilencedik CRS utánpótlás küldetés.                                                               |
| SpaceX CRS–10 | C112.1       | 2017. február 19.    | A tizedik CRS utánpótlás küldetés.                                                                  |
| SpaceX CRS–11 | C106.2       | 2017. június 3.      | A tizenegyedik CRS utánpótlás küldetés. A Dragon kapszula első újrafelhasználása.                   |
| SpaceX CRS–12 | C113.1       | 2017. augusztus 14.  | A tizenkettedik CRS utánpótlás küldetés.                                                            |
| SpaceX CRS–13 | C108.2       | 2017. december 15.   | A tizenharmadik CRS utánpótlás küldetés.                                                            |
| SpaceX CRS–14 | C110.2       | 2018. április 2.     | A tizennegyedik CRS utánpótlás küldetés.                                                            |
| SpaceX CRS–15 | C111.2       | 2018. június 29.     | A tizenötödik CRS utánpótlás küldetés.                                                              |
| SpaceX CRS–16 | C112.2       | 2018. december 5.    | A tizenhatodik CRS utánpótlás küldetés.                                                             |
| SpaceX CRS–17 | C113.2       | 2019. május 4.       | A tizenhetedik CRS utánpótlás küldetés.                                                             |
| SpaceX CRS–18 | C108.3       | 2019. augusztus 27.  | A tizennyolcadik CRS utánpótlás küldetés. A Dragon kapszula harmadik újrafelhasználása.             |
| SpaceX CRS–19 | C106.3       | 2019. december 5.    | A tizenkilencedik CRS utánpótlás küldetés.                                                          |
| SpaceX CRS–20 | C112.3       | 2020. március 6.     | A huszadik, egyben utolsó CRS utánpótlás küldetése a Dragon CRS űrhajónak.                          |

## Képgaléria
- Dragon a Nemzetközi Űrállomáshoz csatlakoztatva
- Gyártás alatt lévő Dragon
- Elon Musk a Dragon hőpajzsával
- Dragon személyszállító verziójának tesztelése